# Сендерко, Макарий Иванович
Макарий Иванович Сендерко (19 января 1862 — ?) — член III Государственной думы от Подольской губернии, священник.

## Биография

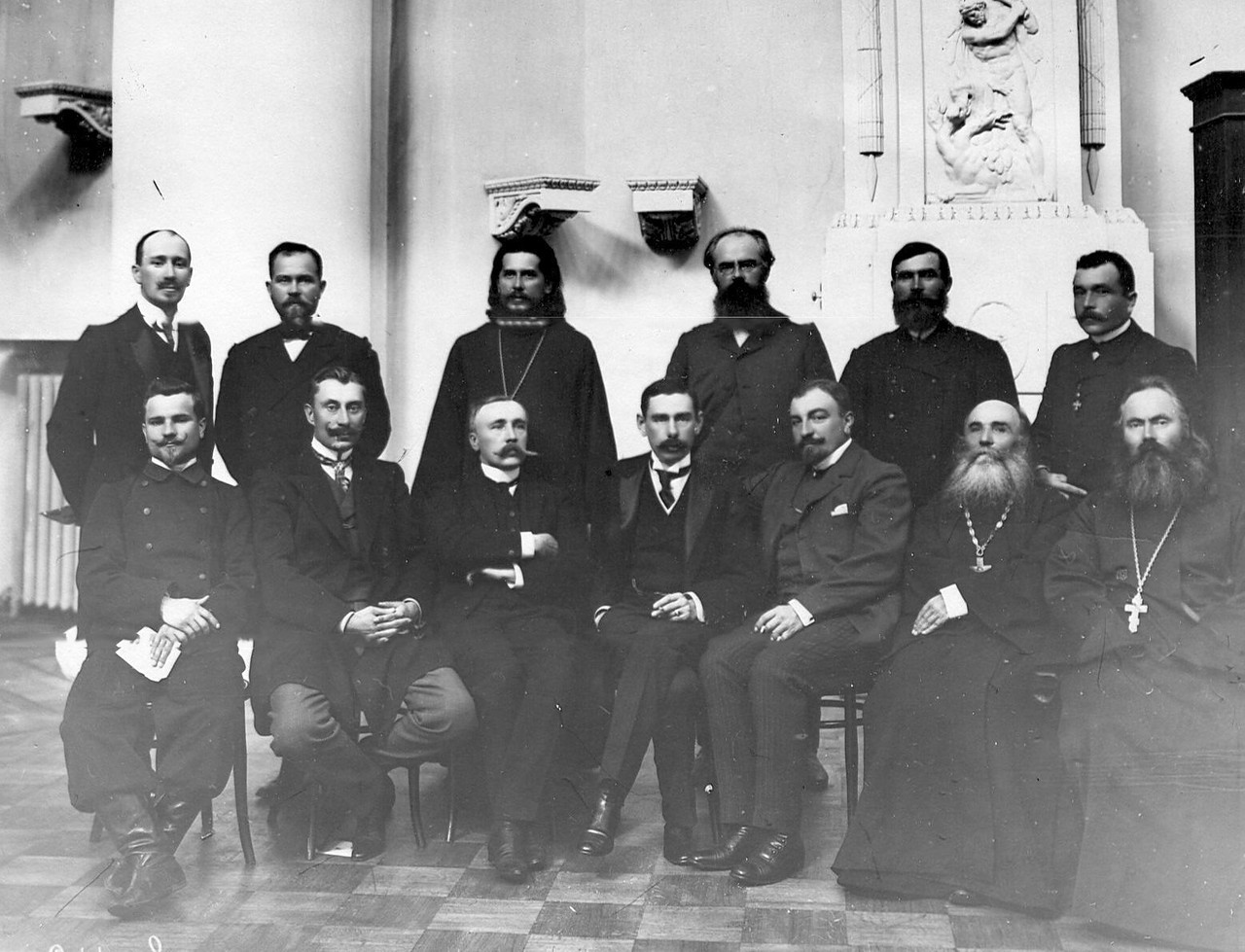
Депутаты Государственной думы Российской империи III созыва, от Подольской губернии. Сидят: Андрийчук Г. А., Потоцкий А. А., Червинский Г. Е., Балашёв П. Н., Гижицкий А. С., Маньковский Г. Т., Сендерко М. И.; стоят: Чихачёв Д. Н., Пахальчак В. К., Подольский В. И., Балаклеев И. И., Николенко П. Е., Галущак С. О.

Православный. Имел 50 десятин церковной земли.
Окончил Подольскую духовную семинарию (1882). В 1906—1907 годах сотрудничал в ежедневной газете «Подолия», издававшейся на средства духовенства Подольской епархии. До избрания в Думу священствовал в селе Таужна Балтского уезда и селе  Носковцах Винницкого уезда. Был женат. Жена- Екатерина Николаевна Литвицкая, сестра известного судебного деятеля из Одессы Фёдора Николаевича Литвицкого. Имел четырёх дочерей.
В 1907 году был избран членом III Государственной думы от Подольской губернии. Входил во фракцию умеренно-правых, затем — во фракцию прогрессистов. Состоял членом комиссий по делам православной церкви и по направлению законодательных предположений.
В 1913 году Сендерко сослали в заточение на месячную эпитимию, обвиняя его в симпатии к левым думским партиям. Сендерко подавал жалобу в суд, который не удовлетворил её; по словам самого Сендерко, судебное следствие было проведено с грубыми нарушениями и ошибками.
Умер от сыпного тифа во время Гражданской войны, в 1920 или 1921 году (устное сообщение внучки М.И. Сендерко, Ларисы Лукиничны Белинской).

## Сочинения
Государственная дума и жизненные вопросы православного духовенства. СПб., 1912.